# Gmina Krośnice
Gmina Krośnice je polská vesnická gmina v okrese Milicz v Dolnoslezském vojvodství. Sídlem gminy je obec Krośnice. V roce 2021 zde žilo 8 098 obyvatel.
Gmina má rozlohu 178,5 km² a zabírá 25,0 % rozlohy okresu. Skládá se ze 22 starostenství.

## Části gminy
Starostenství
Brzostowo, Bukowice (2 starostenství), Czarnogoździce, Czeszyce, Dąbrowa, Dziewiętlin, Grabownica, Kotlarka, Krośnice, Kuźnica Czeszycka, Lędzina, Luboradów, Łazy, Pierstnica, Police, Stara Huta, Suliradzice, Świebodów, Wąbnice, Wierzchowice, Żeleźniki